# Приключения Долли
«Приключения Долли» (англ.  The Adventures of Dollie, 1908) — американский немой короткометражный художественный фильм, режиссёрский дебют Дэвида Гриффита.

## Сюжет
Женщина с дочкой Долли гуляют около пруда. Они садятся на берег. Тут к матери подбегает цыган и предлагает ей всякие горшки. Когда женщина отказывается, цыган пытается обокрасть её. Женщина замечает это и вступает в перепалку с цыганом. Тут подбегает её муж, начинает выяснять отношения с цыганом и прогоняет его. Женщина благодарна. Следующее действие происходит в селе. Цыганка лежит рядом с фургоном. Прибегает цыган и жалуется ей на отца девочки. После непродолжительного разговора цыган толкает цыганку и уходит. Девочка с папой играют. К ним подходит мама и зовёт папу. Отец отходит, а в это время к Долли подбирается цыган, который похищает её. Мать выходит на поляну и, не увидев дочери, паникует. К ней присоединяется муж и они вдвоём отправляются на поиски. Цыган с девочкой убегает, его пытаются догнать родители похищенной. В это время цыганка и цыган сажают Долли в бочку и забивают бочку гвоздями. К ним подходят родители, обыскивают фургон, но дочку не находят. Преступники помещают бочку с девочкой в фургон и уезжают. Когда фургон переезжает через реку, бочка падает и плывёт по течению. Она падает с водопада и продолжает плыть. Она подплывает к берегу, где рыбак обнаруживает её и вытаскивает на берег. К нему подбегают огорчённые родители. Каково же было их удивление, когда, вскрыв бочку, они обнаружили малютку Долли живой и невредимой.

## Художественные особенности
«…Сценарий был выдержан в традициях английских фильмов-погонь или фильмов-погонь Гомона с их катящимися бочками, речками, взбесившимися лошадьми и цыганами…».

## В ролях
- Артур Джонсон — отец Долли
- Линда Арвидсон — мать Долли
- Глэдис Иган — Долли
- Чарльз Инсли — цыган
- Мадлен Вэст — жена цыгана

## Интересные факты
- Гриффит случайно встретил Джонсона на улице и, поражённый его внешностью, познакомился. Узнав, что он актёр, пригласил сниматься[1].
- Бочка, во время съемок, не желала уходить из поля зрения аппарата, несмотря на направлявшие её движение невидимой для объектива струны от рояля[1].
- Фильм был закончен 18 июня, а 14 июля 1908 года состоялась его премьера в театре Кейти и Проктора и в «Юньон сквэр», главном кино Нью-Йорка[1].
- Бюджет фильма $65 ($1000 с учётом инфляции), сборы в России $17 500, сборы в США $6 000 000, сборы в мире $2 690 961.
- Гриффит согласился снять фильм, чтобы заработать себе на починку ботинок.
- Гриффит начал снимать фильм на Саунд Бич в Нью-Джерси[1].